# Copa da Bahia
A Copa da Bahia foi uma competição brasileira de futebol masculino adulto e entre clubes realizada pela Federação Bahiana de Futebol (FBF).
A segunda edição, 1998, contou com a participação do Colo Colo de Futebol e Regatas, clube profissional ilheense que buscava retomar as atividades profissionais após período de ostracismo e ser campeão municipal em 1997. Já a final da edição de 2002 entre o Clube Regatas Flamengo, de Itajuípe, e o Futebol Clube Vasco de Areias, de Camaçari, emulou o confronto clássico carioca entre Flamengo e Vasco. A edição de 2008 foi vencida pela Associação Desportiva e Cultural da Avenida, de Ipiaú.
Em 2024, a FBF anunciou uma nova competição para a temporada de 2025 chamada "Copa da Bahia" com a finalidade de preencher o calendário de clubes baianos e aumentar o entrosamento dos times com as partidas disputadas, embora conte também com equipes secundárias de Bahia e Vitória, além de oferecer vaga para a Série D do Campeonato Brasileiro de Futebol.

## Campeões
| Ano           | Campeão                      | Resultado   | Vice-campeão             | Terceiro lugar          | Quarto lugar             |
| ------------- | ---------------------------- | ----------- | ------------------------ | ----------------------- | ------------------------ |
| 1997 Detalhes | Vasco SSP                    |             | desconhecido             | desconhecido            | desconhecido             |
| 1998 Detalhes | Senzala                      |             | Independente-BA          | Juventude de Nazaré     | Santo Antônio            |
| 1999 Detalhes | Ypiranga de Valença          | 1 - 1 3 - 1 | Botafogo de Jacobina     | Nacional de Ipiaú       | Batatan                  |
| 2000 Detalhes | Atlético Coiteense           | 2 - 0 1 - 0 | Ypiranga de Valença      | Senzala                 | Flamengo de Ubatã        |
| 2001 Detalhes | Comercial-BA                 | 1 - 1 2 - 0 | Simões Filho             | Sambaqui                | Diamante Negro           |
| 2002 Detalhes | Flamengo de Itajuípe         | 3 - 1 1 - 1 | Vasco de Areias          | Corinthians Alcobacense | Jacuípe                  |
| 2003 Detalhes | Associação Desportiva Nazaré | 4 - 3 6 - 1 | Bahia de Rafael Jambeiro | Jacuípe                 | Jacuípe                  |
| 2004 Detalhes | São José-BA                  | 1 - 2 2 - 0 | Palmeiras de Ubaitaba    | Jacuípe                 | Cruzeiro Alcobacense     |
| 2005 Detalhes | Senzala                      | 2 - 1 0 - 1 | Verona-BA                | São José-BA             | Corinthians de Barreiras |
| 2006 Detalhes | Fluminense de Valença        | 1 - 1 2 - 0 | Ilhota                   | Senzala                 | Ypiranga de Nazaré       |
| 2007 Detalhes | Avenida-BA                   | 1 - 1 2 - 1 | Eunápolis Country        | Rio Real                | Ilhota                   |
| 2008 Detalhes | Ilhota                       | 1 - 2 2 - 1 | APPM                     | Jequieense              | Estrela Vermelha         |

## Títulos por clube

### Títulos por clube
| Clube                        | Títulos        | Vices    | Terceiro       | Quarto   |
| ---------------------------- | -------------- | -------- | -------------- | -------- |
| Senzala                      | 2 (1998, 2005) | 0        | 2 (2000, 2006) | 0        |
| Ilhota                       | 1 (2008)       | 1 (2006) | 0              | 1 (2007) |
| Ypiranga de Valença          | 1 (1999)       | 1 (2000) | 0              | 0        |
| São José-BA                  | 1 (2004)       | 0        | 1 (2005)       | 0        |
| Vasco SSP                    | 1 (1997)       | 0        | 0              | 0        |
| Atlético Coiteense           | 1 (2000)       | 0        | 0              | 0        |
| Comercial-BA                 | 1 (2001)       | 0        | 0              | 0        |
| Flamengo de Itajuípe         | 1 (2002)       | 0        | 0              | 0        |
| Associação Desportiva Nazaré | 1 (2003)       | 0        | 0              | 0        |
| Fluminense de Valença        | 1 (2006)       | 0        | 0              | 0        |
| Avenida-BA                   | 1 (2007)       | 0        | 0              | 0        |
| Independente-BA              | 0              | 1 (1998) | 0              | 0        |
| Botafogo de Jacobina         | 0              | 1 (1999) | 0              | 0        |
| Simões Filho                 | 0              | 1 (2001) | 0              | 0        |
| Vasco de Areias              | 0              | 1 (2002) | 0              | 0        |
| Bahia de Rafael Jambeiro     | 0              | 1 (2003) | 0              | 0        |
| Palmeiras de Ubaitaba        | 0              | 1 (2004) | 0              | 0        |
| Verona-BA                    | 0              | 1 (2005) | 0              | 0        |
| Eunápolis Country            | 0              | 1 (2007) | 0              | 0        |
| APPM                         | 0              | 1 (2008) | 0              | 0        |
| Jacuípe                      | 0              | 0        | 2 (2003, 2004) | 1 (2002) |
| Juventude de Nazaré          | 0              | 0        | 1 (1998)       | 0        |
| Nacional de Ipiaú            | 0              | 0        | 1 (1999)       | 0        |
| Sambaqui                     | 0              | 0        | 1 (2001)       | 0        |
| Corinthians Alcobacense      | 0              | 0        | 1 (2002)       | 0        |
| Rio Real                     | 0              | 0        | 1 (2007)       | 0        |
| Jequieense                   | 0              | 0        | 1 (2008)       | 0        |
| Santo Antônio                | 0              | 0        | 0              | 1 (1998) |
| Batatan                      | 0              | 0        | 0              | 1 (1999) |
| Flamengo de Ubatã            | 0              | 0        | 0              | 1 (2000) |
| Diamante Negro               | 0              | 0        | 0              | 1 (2001) |
| Cruzeiro Alcobacense         | 0              | 0        | 0              | 1 (2004) |
| Corinthians de Barreiras     | 0              | 0        | 0              | 1 (2005) |
| Ypiranga de Nazaré           | 0              | 0        | 0              | 1 (2006) |
| Estrela Vermelha             | 0              | 0        | 0              | 1 (2008) |

### Títulos por cidade
| Cidade                 | Títulos | Vices | Terceiro | Quarto |
| ---------------------- | ------- | ----- | -------- | ------ |
| Valença                | 2       | 1     | 0        | 0      |
| Camamu                 | 2       | 0     | 2        | 0      |
| São Sebastião do Passé | 1       | 1     | 2        | 1      |
| Ipiaú                  | 1       | 1     | 2        | 0      |
| Vera Cruz              | 1       | 1     | 0        | 1      |
| Nazaré                 | 1       | 0     | 1        | 3      |
| Amargosa               | 1       | 0     | 1        | 0      |
| Conceição do Coité     | 1       | 0     | 0        | 0      |
| Serrinha               | 1       | 0     | 0        | 0      |
| Itajuípe               | 1       | 0     | 0        | 0      |
| Ubaitaba               | 0       | 1     | 0        | 1      |
| Jacobina               | 0       | 1     | 0        | 0      |
| Simões Filho           | 0       | 1     | 0        | 0      |
| Camaçari               | 0       | 1     | 0        | 0      |
| Rafael Jambeiro        | 0       | 1     | 0        | 0      |
| Eunápolis              | 0       | 1     | 0        | 0      |
| Ilhéus                 | 0       | 1     | 0        | 0      |
| Alcobaça               | 0       | 0     | 1        | 1      |
| Rio Real               | 0       | 0     | 1        | 0      |
| Jequié                 | 0       | 0     | 1        | 0      |
| Ubatã                  | 0       | 0     | 0        | 1      |
| Barreiras              | 0       | 0     | 0        | 1      |
| Candeias               | 0       | 0     | 0        | 1      |